# 千葉県道139号茂原五井線
千葉県道139号茂原五井線（ちばけんどう139ごう もばらごいせん）は、千葉県茂原市と市原市を結ぶ一般県道。起点から市原市の宮原までは千葉県道13号市原茂原線と重複。

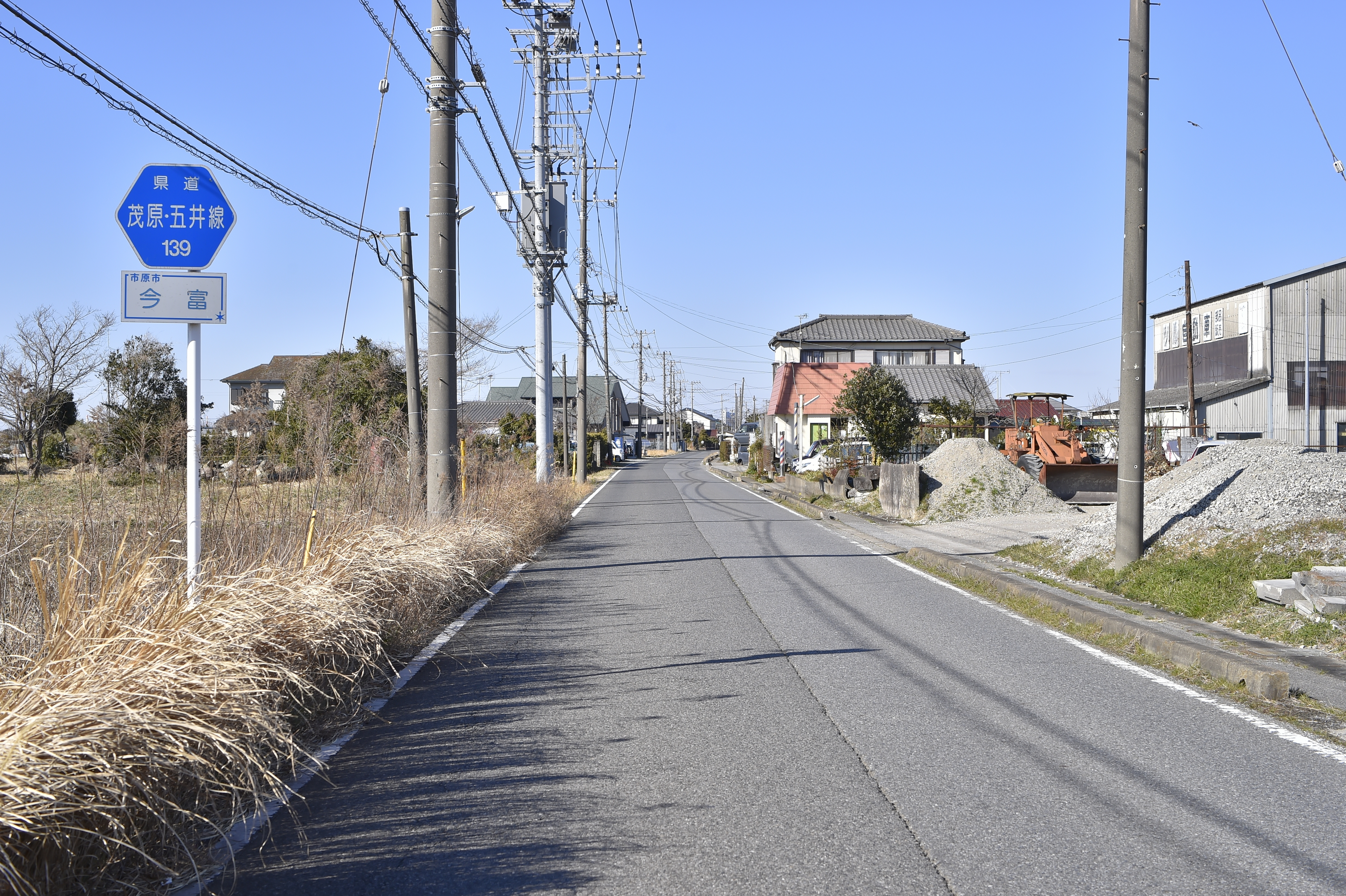
千葉県道139号茂原五井線
市原市今富（2023年2月）

## 路線データ
- 起点：茂原市上茂原[1]（上茂原、国道409号交点）
- 終点：市原市廿五里[1]（国道297号市原バイパス交点＝市原IC東側交差点）
- 総延長：*.* km（長生土木事務所管内：9.081 km、市原土木事務所管内：*.* km）
- 重用延長：*.* km（長生土木事務所管内：9.081 km[2]、市原土木事務所管内：*.* km）
- 実延長：4.065 km（長生土木事務所管内：0.0 km[2]、市原土木事務所管内：4.065 km[1]）

## 路線状況

### 重複区間
- 千葉県道13号市原茂原線（茂原市上茂原 - 市原市宮原）
- 国道297号（市原市磯ヶ谷入口 - 同市新生十字路）

### 道路施設
- 廿五里橋（養老川、市原市廿五里）

## 地理

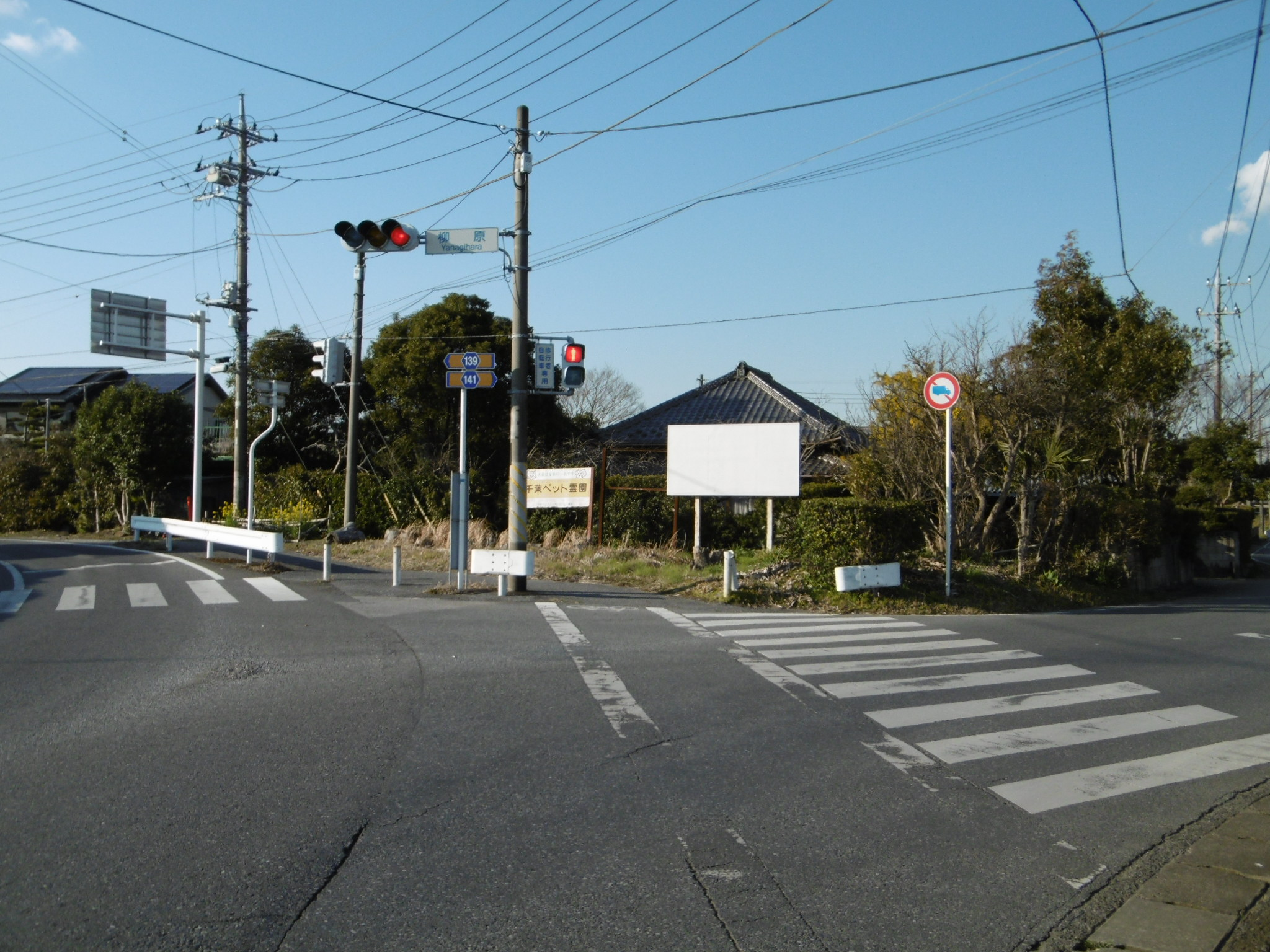
柳原で千葉県道139号(左)が千葉県道141号(右)と接する。(2016年3月)

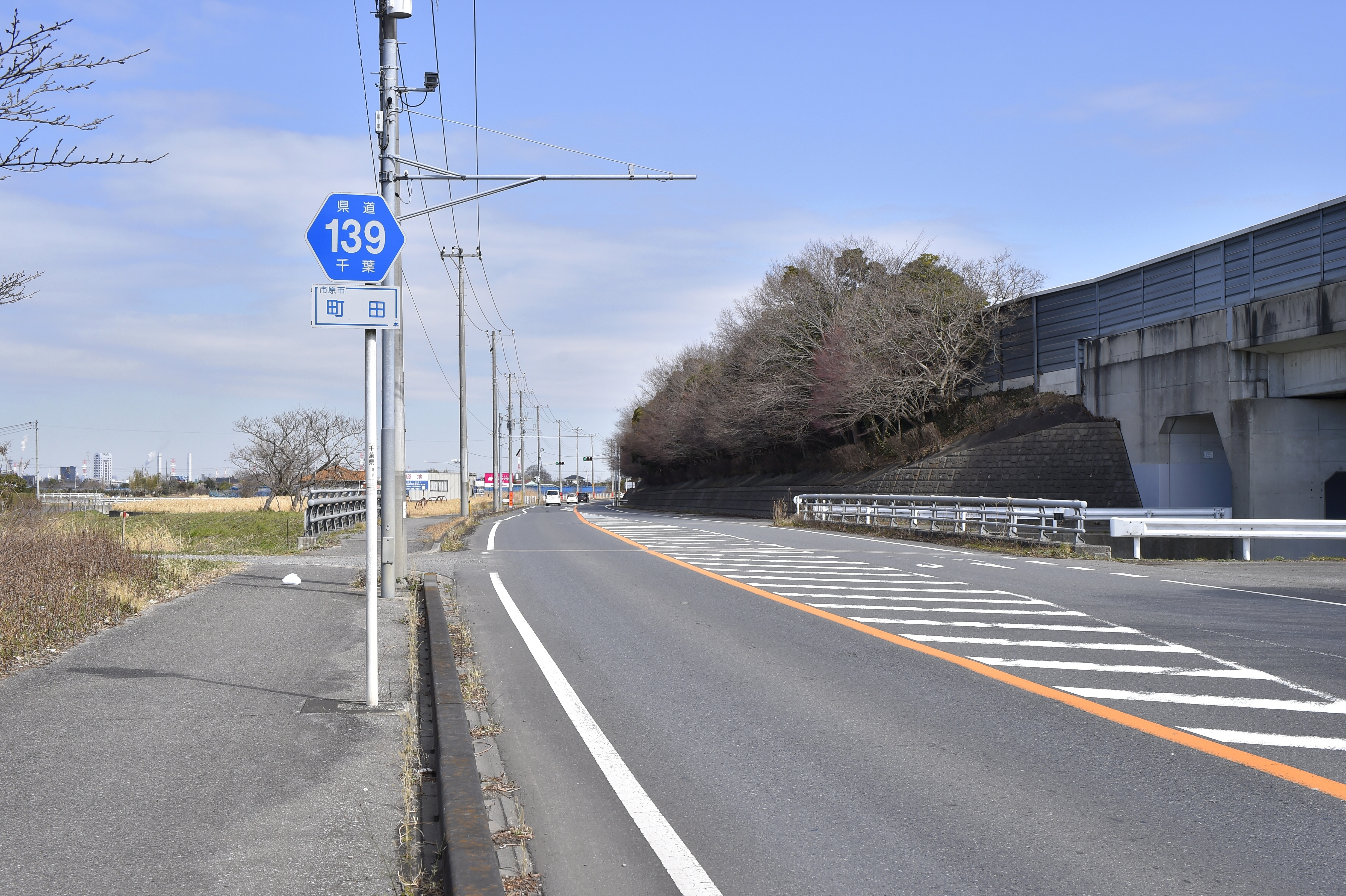
市原市町田（2023年3月）

### 通過する自治体
- 茂原市
- 長生郡
  - 長南町 - 長柄町
- 市原市

### 交差する道路
- 国道409号（起点）
- 千葉県道13号市原茂原線（起点 - 市原市・宮原）
- 千葉県道128号日吉誉田停車場線（長柄町長富）
- 千葉県道147号長柄大多喜線（長柄町立鳥 - 針ヶ谷）
- 国道297号（市原市・磯ヶ谷入口 - 新生十字路）
- 千葉県道141号五井町田線（市原市・柳原）
- 国道297号市原バイパス（終点）